# Ingenheim (Francja)
Ingenheim – miejscowość i gmina we Francji, w regionie Grand Est, w departamencie Dolny Ren.
Według danych na rok 1990 gminę zamieszkiwało 296 osób, 55 os./km².